# Cantón de Évreux-Este
El cantón de Évreux-Este era una división administrativa francesa, que estaba situada en el departamento de Eure y la región de Alta Normandía.

## Composición
El cantón estaba formado por once comunas, más una fracción de la comuna que le daba su nombre:
- Évreux (fracción)
- Fauville
- Fontaine-sous-Jouy
- Gauciel
- Huest
- Jouy-sur-Eure
- La Trinité
- Le Val-David
- Le Vieil-Évreux
- Miserey
- Saint-Vigor
- Sassey

## Supresión del cantón de Évreux-Este
En aplicación del Decreto n.º 2014-241 de 25 de febrero de 2014, el cantón de Évreux-Este fue suprimido el 22 de marzo de 2015 y sus 12 comunas pasaron a formar parte; ocho del nuevo cantón de Évreux-3, dos del nuevo cantón de Pacy-sur-Eure, una del nuevo cantón de Évreux-2 y la fracción de la comuna que le daba su nombre se unió con las demás para que, por medio de una reestructuración cantonal, fueran creados los nuevos cantones de Évreux-1, Évreux-2 y Évreux-3.